# Die Küste
Die Küste (ISSN (Print) 0452-7739, ISSN (Online) 2944-5590) ist ein Journal, das seit 1952 vom Kuratorium für Forschung im Küsteningenieurwesen (KFKI) herausgegeben wird und mindestens einmal jährlich erscheint. Die Beiträge behandeln Themen aus den Bereichen Küsteningenieurwesen und Küstenforschung. Die Küste ist eine Open-Access Fachzeitschrift unter der CC BY 4.0 NC ND Lizenz. Die Beiträge werden in einem single-blind Peer Review-Prozess begutachtet, der international anerkannten wissenschaftlichen Standards genügt. Die Standards zur Qualitätssicherung sind im Kodex für Die Küste dokumentiert. Einzelartikel und die gesamten Hefte stehen online zum freien Download auf der KFKI-Webseite zur Verfügung. Gedruckte Restexemplare sind bei der KFKI-Geschäftsstelle erhältlich. Das Einreichen und das Herunterladen von Beiträgen sind kostenfrei.
Das Vorgängerjournal der Küste ist die Schriftenreihe Westküste, in der im Zeitraum von 1938 bis 1943 entsprechende Beiträge veröffentlicht wurden. Die Küste ist damit die älteste Schriftenreihe für das Küsteningenieurwesen und die Küstenforschung in Deutschland. Auf Grund ihres langjährigen kontinuierlichen Erscheinens bezeichnet sich Die Küste als das Wissensarchiv für Forschung und Praxis im Küsteningenieurwesen an Nord- und Ostsee.
Der inhaltliche Schwerpunkt der veröffentlichten Beiträge liegt auf dem Küsteningenieurwesen und Küstenschutz mit Hochwasserschutz, Küstensicherung und Seeverkehrswasserbau, einschließlich der Küstenhydrologie, Küstenmorphologie und Wasserwirtschaft, insbesondere:
- Klimawandel, Klimaänderungsfolgen und Meeresspiegelanstieg
- Hydrodynamik, (Tide)Wasserstände, Sturmfluten und Seegang
- Morphologie, Morphodynamik, Sedimenttransport und Schwebstoffdynamik
- Numerische Modellierung von Wasserständen, Seegang, Tide, Strömungen und Sedimentdynamik
- Bauwerke und Verkehrswasserbau
- Bemessung, Entwurf und Unterhaltung von Küstenschutzbauwerken
- Vermessung und Geodäsie
- Ökosystembasiertes Küsteningenieurwesen, ingenieurbiologische Ansätze und Building/Engineering with Nature
- Integriertes Küstenzonenmanagement
- Risiko- und Katastrophenmanagement
- Geologie, Meteorologie und Biogeochemie

Der räumliche Schwerpunkt der veröffentlichten Beiträge liegt auf der Nord- und Ostseeküste einschließlich der Inseln und Halligen, der Küstengewässer mit den Seeschifffahrtsstraßen und der Küsteninfrastruktur mit See-/Binnenhäfen und Freizeit-/Sportboothäfen. Beiträge können auf Deutsch oder auf Englisch eingereicht werden. Alle Artikel enthalten eine englische Zusammenfassung.
Die Hefte erscheinen im Eigenverlag der Bundesanstalt für Wasserbau (BAW) und stehen außerdem im Fachrepositorium HENRY (Hydraulic Engineering RepositorY) der BAW zur Verfügung. Seit Heft 87 werden die einzelnen Artikel vorab online veröffentlicht und mit einer DOI (digital object identifier) versehen. Die Küste wird in den Fachdatenbanken SCOPUS, Google Scholar, Bielefeld Academic Search Engine (BASE), CORE, Unpaywall und OpenAIRE [Sti1] geführt und indiziert.

## Kategorien von Beiträgen
Die Beiträge in Die Küste lassen sich folgenden Kategorien zuordnen:
1. Originäre Forschung mit bisher noch nicht beschriebenen Prozessen, Zusammenhängen, Erkenntnissen, Möglichkeiten, Naturphänomenen und den verwendeten Methoden. Adressierte eines originären Forschungsartikels in Die Küste sind neben fachverwandten Wissenschaftlern auch Experten in Fachbehörden und ausführenden Verwaltungen.
2. Übersichtsartikel, die das Wissen über ein bestimmtes Thema (beispielsweise einen Prozess, eine Bauweise, ein geografisches Gebiet etc.) nach dem aktuellen Kenntnisstand zusammenfassen.
3. Fallbeispiele, in denen ein bestimmter Prozess, Vorgang, Ereignis, Ort, oder auch eine bestimmte Struktur oder Bauwerk mit besonderer Relevanz für die deutsche Küste erforscht wurde.
4. Praxisbeiträge und technische Regelwerke mit technischen und strategischen Handlungsanweisungen und -empfehlungen mit besonderer Relevanz für die Küsten, welche als nicht wissenschaftliche Artikel entsprechend gekennzeichnet, aber ebenfalls einer fundierten Qualitätsprüfung unterliegen.

Zusätzlich werden „Empfehlungen für die Ausführung von Küstenschutzwerken“ (EAK) an Nord- und Ostsee vom gemeinsamen Arbeitskreis „Küstenschutzwerke“ der Deutschen Gesellschaft für Geotechnik (DGGT) und der Hafentechnischen Gesellschaft (HTG) erarbeitet und in Die Küste veröffentlicht. Die EAK kann auf der KFKI-Webseite unter EAK heruntergeladen werden.

## Spezielle Ausgaben und Themenhefte
In Die Küste erscheinen einzelne Artikel aus vom KFKI geförderten Forschungsprojekten, aber auch Ausgaben zu speziellen Themen. Bisher erschienene Themenhefte sind:
- Heft 15 - Sturmflut 1962
- Heft 33 - Sturmflut 1976
- Heft 46 - Nachdruck historischer Beiträge
- Heft 49 - Helgoland
- Heft 66 - Die Wasserstände an der Ostseeküste, Entwicklungen - Sturmfluten - Klimawandel
- Heft 74 - ICCE 2008 - On the occasion of the ICCE 2008 Overview of the German coastal zone, Übersicht über die Deutsche Küste
- Heft 81 - Modelling - Models of coastal waters in Germany, Performance and application examples
- Heft 92 - 1872 - An exceptional storm surge in the Baltic

## Redaktionsleiter/Chief Editor
| Wohlenberg                                              | 01.03.1973 | bis 31.12.1975 |
| Göhren                                                  | 01.01.1976 | bis 02.12.1993 |
| Schriftenleiterteam: Winfried Siefert, Figge, Borchardt | 12.04.1994 | bis 26.03.1999 |
| Volker Barthel                                          | 26.03.1999 | bis 30.06.2008 |
| Detlef Schaller                                         | 01.01.2008 | bis 06.05.2014 |
| Annika Schüttrumpf                                      | 01.06.2015 | bis 31.12.2020 |
| Jürgen Jensen                                           | 01.06.2021 |                |

## Editorial Board
Das Editorial Board von Die Küste besteht aus Experten verschiedener Fachgebiete mit herausragender wissenschaftlicher Expertise. Die Berufung in das Editorial Board ist in der Regel auf fünf Jahre befristet, eine Verlängerung ist möglich. Die aktuellen Mitglieder sind (Stand September 2023): Jürgen Jensen, Peter Fröhle, Gabriele Gönnert, Nils Goseberg, Jacobus Hofstede, Kerstin Jochumsen, Elisabeth Rudolph, Holger Schüttrumpf, Torsten Schlurmann, Christian Winter und Axel Winterscheid.